# Ironman Florida 2016
De Ironman Florida 2016 is een triatlon die op zaterdag 4 november 2016 werd gehouden in Panama City Beach, Verenigde Staten. 

## Uitslagen

### Mannen
| Rang   | Naam | Land | Totaaltijd | Zwemmen | Fietsen | Lopen |
| ------ | ---- | ---- | ---------- | ------- | ------- | ----- |
| Goud   |      |      |            |         |         |       |
| Zilver |      |      |            |         |         |       |
| Brons  |      |      |            |         |         |       |
| 4      |      |      |            |         |         |       |
| 5      |      |      |            |         |         |       |
| 6      |      |      |            |         |         |       |
| 7      |      |      |            |         |         |       |
| 8      |      |      |            |         |         |       |
| 9      |      |      |            |         |         |       |
| 10     |      |      |            |         |         |       |

### Vrouwen
| Rang   | Naam | Land | Totaaltijd | Zwemmen | Fietsen | Lopen |
| ------ | ---- | ---- | ---------- | ------- | ------- | ----- |
| Goud   |      |      |            |         |         |       |
| Zilver |      |      |            |         |         |       |
| Brons  |      |      |            |         |         |       |
| 4      |      |      |            |         |         |       |
| 5      |      |      |            |         |         |       |
| 6      |      |      |            |         |         |       |
| 7      |      |      |            |         |         |       |
| 8      |      |      |            |         |         |       |
| 9      |      |      |            |         |         |       |
| 10     |      |      |            |         |         |       |

2002 · 
2003 · 
2004 · 
2005 · 
2006 · 
2007 · 
2008 · 
2009 · 
2010 · 
2011 · 
2012 · 
2013 · 
2014 · 
2015 · 
2016 · 
2017 · 
2018